# عبد الله بن بندر بن عبد العزيز آل سعود
الأمير عبد الله بن بندر بن عبد العزيز آل سعود ولد في 1 ذو الحجة 1406 هـ - 7 أغسطس 1986 ) وزير الحرس الوطني السعودي من ( 1440هـ -2018م ) وكان يشغل سابقاً منصب نائب أمير منطقة مكة المكرمة، حتى صدر أمر ملكي من الملك سلمان بن عبد العزيز آل سعود بتعيينه وزيراً لـ الحرس الوطني السعودي،

## نسبه
عبدالله بن بندر بن عبد العزيز بن عبدالرحمن بن فيصل بن تركي بن عبد الله بن محمد بن سعود الأوّل آل سعود.

## المؤهلات العلمية
أنهى تعليمه للمرحلة الابتدائية والمتوسطة والثانوية من مدارس الرياض لعام 1423/1424 وكان الثاني على مستوى المملكة العربية السعودية.
التحق بـ جامعة الملك سعود بالرياض وتخرج فيها عام 1429 وحصل على درجة البكالوريوس في العلوم الإدارية تخصص إدارة أعمال، وكان يزاول أعمالاً تجارية أثناء دراسته الجامعية.

## العمل الحكومي
مركز الملك سلمان للشباب
- تم تعيينه نائباً لرئيس مجلس إدارة مركز الملك سلمان للشباب في تاريخ 25 مارس 2012 بقرار من وزير الدفاع - آنذاك - ورئيس مجلس أمناء مركز الملك سلمان للشباب خادم الحرمين الشريفين الملك سلمان بن عبد العزيز أصدر قراراً بتعيين الأمير عبد الله بن بندر بن عبد العزيز آل سعود نائباً لرئيس مجلس إدارة مركز الملك سلمان للشباب[3]

نائب أمير منطقة مكة المكرمة
- أصدر خادم الحرمين الشريفين الملك سلمان بن عبد العزيز أمراً ملكياً بتعيين الأمير عبد الله بن بندر بن عبد العزيز آل سعود نائباً لأمير منطقة مكة المكرمة بالمرتبة الممتازة، بتاريخ 25 / 7 / 1438هـ الموافق 22 / 4 / 2017 م [4]
- الجدير بالذكر أن منصب نائب أمير مكة شاغر لأكثر من 17 عاماً منذ عام 2000، وآخر من كان يشغله هو الأمير سعود بن عبد المحسن بن عبد العزيز آل سعود المستشار الخاص لخادم الحرمين أمير منطقة حائل سابقاً.[5]

نائب رئيس لجنة الحج المركزية
تعقد لجنة الحج المركزية اجتماعاتها بصفة دورية لمناقشة كافة خطط الجهات المعنية بخدمات الحجاج والمعتمرين، والتأكد من استكمال كافة الترتيبات والتجهيزات اللازم توافرها لمواجهة متطلبات مواسم الحج والعمرة، بما يكفل حسن وسلاسة الأداء من خلال دراسة مواسم الحج الماضية، وتحليلها من أجل تحديد مكامن أي قصور أو ملاحظات، ووضع الخطط والتدابير الكفيلة بمعالجتها لمنع تكرار حدوثها وفق جدول زمني محدد؛ حرصاً على إنهاء المعالجة قبل بدء موسم الحج أو العمرة التالي ويرأسها أمير منطقة مكة المكرمة الأمير خالد الفيصل بن عبد العزيز آل سعود
الهيئة الملكية لمكة المكرمة والمشاعر المقدسة
يشغل منصب عضو مجلس إدارة الهيئة الملكية لمكة المكرمة والمشاعر المقدسة وقد أنشئت الهيئة في تاريخ 1 يونيو 2018 بقرار من الملك سلمان بن عبد العزيز آل سعود، وذلك للارتقاء بالخدمات المقدمة في مدينة مكة المكرمة والمشاعر المقدسة بما يتناسب مع قدسيتها ومكانتها، ويسهل خدمة ضيوف بيت الله الحرام من الحجاج والمعتمرين
مجلس المحميات الملكية
يشغل منصب عضو مجلس إدارة المحميات الملكية المجلس الذي يترأسه ولي العهد نائب رئيس مجلس الوزراء الأمير محمد بن سلمان بن عبد العزيز
مجلس إدارة محمية الإمام محمد بن سعود بن عبد العزيز
أصدر خادم الحرمين الشريفين الملك سلمان بن عبد العزيز أمراً ملكياً بأن تكون (محمية محازة الصيد) محمية ملكية، وتسمى (محمية الإمام سعود بن عبد العزيز ) ويكون مجلس إدارتها برئاسة الأمير عبد الله بن بندر بن عبد العزيز آل سعود، وعضوية ستة أشخاص من ذوي الخبرة والاختصاص يرشحهم مجلس المحميات الملكية

## خبرات عملية
- عمل في إمارة منطقة الرياض بمكتب ولي العهد الأمير محمد بن سلمان حينما كان مستشارا خاصا لأمير منطقة الرياض.
- عمل في ديوان ولي العهد بعد اختيار الملك سلمان وليا للعهد في 18/7/1433.
- عمل في الديوان الملكي بعد تولي الملك سلمان مقاليد الحكم.
- عضو مجلس مشروع آمالا.
- عضو مجلس إدارة مشروع الديسة ضمن محمية الأمير محمد بن سلمان.[2]

## الحياة الشخصية
- ولد الأمير عبد الله بن بندر بن عبد العزيز آل سعود في مدينة الرياض، والده الأمير بندر بن عبد العزيز آل سعود ووالدته الأميرة العنود بنت مهنا بن عبد الرحمن آل مهنا أبا الخيل. والأمير بندر هو الإبن العاشر من أبناء المؤسس الملك عبد العزيز آل سعود
- تزوج من كريمة الشيخ خالد بن إبراهيم بن عبد العزيز آل البراهيم.[9]